# NK Rudar Mihovljan
NK Rudar Mihovljan  je nogometni klub iz mjesta Mihovljan u Krapinsko-zagorskoj županiji.
Trenutačno se natječe u 2. ŽNL Krapinsko-zagorskoj.